# Martin Baron (journaliste)
Martin « Marty » Baron (né le 24 octobre 1954) est un journaliste américain, rédacteur en chef du Washington Post de 2012 à 2021, après avoir été rédacteur en chef du Boston Globe de 2001 à 2012. 
Il atteint une notoriété certaine à partir de 2015 et 2016, par son incarnation dans le film Spotlight et à sa participation à la libération de Jason Rezaian, le chef du bureau de Téhéran pour le Washington Post, qui a été libéré en janvier 2016 après avoir été emprisonné en Iran pendant 18 mois.

## Biographie
Baron est né dans une famille juive à Tampa en Floride. Ses parents ont immigré d'Israël. Il fréquente l'école préparatoire de Berkeley et travaille sur le journal des élèves de l'école. 
En 1976, après obtention de son diplôme, Baron commence à travailler pour The Miami Herald ; il part au Los Angeles Times en 1979 et au New York Times en 1996 . Il retourne au Herald en tant que rédacteur en chef en 2000 et dirige la couverture de nombreuses histoires clés, notamment le retour d'Elián González à Cuba et les élections de 2000. 
En juillet 2001, Baron succède à Matthew V. Storin en tant que rédacteur en chef du Boston Globe. Les choix éditoriaux de Baron au Globe déplacent la couverture du journal des événements internationaux vers un journalisme d'investigation centré localement. La couverture par le Globe du scandale des abus sexuels sur les catholiques de Boston lui vaut un prix Pulitzer en 2003,. 
En mai 2019, Baron déclare en défense du fondateur de WikiLeaks, Julian Assange : « Depuis l'affaire Pentagon Papers et au-delà, les journalistes ont reçu et rapporté des informations que le gouvernement a jugé classifiées. Des actes répréhensibles et des abus de pouvoir ont été dénoncés. Avec le nouvel acte d'accusation de Julian Assange, le gouvernement avance un argument juridique qui met en danger des travaux aussi importants et sape l'objectif même du premier amendement ».

## Culture populaire
Dans le film Spotlight de 2015, qui se concentre sur la couverture par le Globe de Boston du scandale des agressions sexuelles des prêtres de l'Église catholique de Boston, Baron est interprété par Liev Schreiber. Le film a remporté le prix du meilleur film aux 88e Academy Awards. 

## Ouvrage
- Collision of Power: Trump, Bezos, and The Washington Post, Flatiron Books, 2023.